# Osiedle Arki Bożka (Jastrzębie-Zdrój)
Osiedle Arki Bożka – osiedle mieszkaniowe w mieście Jastrzębie-Zdrój, jedne z 21 jednostek pomocniczych miasta, położone w centrum miasta. Nazwane na cześć Arki Bożka, lokalnego działacza narodowego.

## Historia Osiedla
Teren obecnego osiedla został włączony w granice miasta w 1969 roku kosztem Jastrzębia Górnego. Osiedle wybudowane w latach 1972–1975 podczas masowej budowy blokowisk w Jastrzębiu-Zdroju w ramach projektu osiedla IV. 
25 maja 2002 r. Uchwałą Rady Miasta Jastrzębie-Zdrój Nr XLII/1036/2002 utworzono na terenie miasta jednostkę pomocniczą (realizującą zadania publiczne) - Osiedle "Arki Bożka".
Obszar Osiedla Arki Bożka stanowi powierzchnię 46,11 ha.
Liczba zameldowanych mieszkańców w 2019 wynosiła 5462. 

## Usytuowanie
Osiedle graniczy: 
- od północy - z Osiedlem Morcinka (wzdłuż al. Józefa Piłsudskiego)
- od zachodu - z Osiedlem Pionierów (wzdłuż ul. Arki Bożka)
- od południa - z Osiedlem Pionierów (wzdłuż ul. Podhalańskiej)
- od wschodu - z Osiedlem Barbary.

Składa się z ulic: Harcerskiej, Wrzosowej, Zielonej, Miodowej oraz częściowo Arki Bożka i Podhalańskiej.

## Infrastruktura
Na terenie osiedla znajduje się m.in.:
- gmach Urzędu Miasta Jastrzębie-Zdrój
- Urząd Stanu Cywilnego
- Miejski Ośrodek Sportu i Rekreacji
- Stadion Miejski
- Kompleks Sportowy Omega
- NZOZ "Puls"
- Zespół Szkół nr 6
  - 4 Liceum Ogólnokształcące
  - Technikum nr 4
  - Szkoła Policealna nr 3
- Szkoła Podstawowa nr 10
- Publiczne Przedszkole nr 14
- Publiczne Przedszkole nr 17
- Publiczny żłobek nr 1
- Dom Handlowy "Gwarek"
- Targowisko miejskie